# Peppino di Capri e i suoi Rockers (1958)
Peppino di Capri e i suoi Rockers è il primo album di Peppino di Capri.

## Descrizione

Peppino di Capri con i suoi Rockers nel 1961; da sinistra a destra Pino Amenta, Mario Cenci, Peppino di Capri, Gabriele Varano ed Ettore "Bebè" Falconieri

L'album, pubblicato a dicembre del 1958 dalla Carisch, ha lo stesso titolo di alcuni altri successivi: si differenzia però per il formato, che è di 25 cm (leggermente più piccolo del consueto).
Racchiude tutte le dieci canzoni che l'artista, accompagnato dal suo gruppo, I Rockers, aveva pubblicato in quel momento in cinque 45 giri: il primo, in ottobre, era stato Let me cry/You're divine dear, seguito poche settimane dopo dal secondo, L'autunno non è triste/Mambo alfabetico, dal terzo, pubblicato agli inizi di novembre, Pummarola boat/Nun è peccato, che gli porta il grande successo, grazie a Pummarola boat, scritta da Tata Giacobetti e Antonio Virgilio Savona del Quartetto Cetra, che l'avevano incisa in precedenza con il gruppo ma soprattutto grazie al brano sul lato B, Nun è peccato che diventa un evergreen della canzone italiana, dal quarto, Last train to San Fernando/Teach you to rock, pubblicato a fine mese (con sul lato A la cover di un
successo di Johnny Duncan e sul retro uno di Freddie Bell & The Bellboys del 1956) e da 'mbraccio a mme/Malatia, il quinto, nei negozi in contemporanea all'album.
Il disco ebbe, come del resto i singoli, un grande successo, risultando uno dei 33 giri più venduti dell'anno successivo. In questo disco il sassofonista del complesso era Lello Arzilli ( amico di Gigi Proietti e musicista in molti dei suoi spettacoli fino ad arrivare al Sistina con i 7 Re di Roma musiche di Nicola Piovani piccola nota simpatica da giovane faceva l'idraulico 
, che accompagnava il gruppo con il sax contralto. Alcuni mesi dopo il musicista romano lascio la formazione e venne sostituito da Gabriele Varano che diventerà uno dei musicisti simbolo della prima fase di carriera del cantante caprese e con il quale suonerà fino al 1968.
La copertina, a colori, è una fotografia realizzata negli studi di registrazione della Carisch a Milano (dove le canzoni erano state incise, tutte e dieci gli ultimi giorni di settembre), e raffigura Peppino sulla sinistra mentre canta al microfono a giraffa mentre sulla destra i quattro rockers cantano davanti a un microfono Eiar; Amenta ha il contrabbasso in mano, Arzilli il sax e Falconieri le maracas.
Quest'album non è mai stato ripubblicato in CD.

## Tracce
LATO A
1. You're divine dear (testo e musica di Giuseppe Faiella)
2. Nun è peccato (testo di Ugo Calise; musica di Ugo Calise, Carlo Alberto Rossi e Silvano Birga)
3. Mambo alfabetico (musica di Luigi Gelmini)
4. Let me cry (testo e musica di Mario Cenci)
5. Pummarola boat (testo di Tata Giacobetti; musica di Antonio Virgilio Savona)

LATO B
1. Last train to san Fernando (testo e musica di Sylvester Devere e Randolph Padmore)
2. L'autunno non è triste (testo di Umberto Bertini e Nisa; musica di Carlo Donida)
3. Malatia (testo e musica di Armando Romeo; testo in inglese di Caslow)
4. 'mbraccio a mme (testo di Di Benedetto; musica di Salve D'Esposito)
5. Teach you to rock (testo e musica di Freddie Bell e Joey Lattanzi)

## Formazione
- Peppino di Capri: voce, pianoforte
- Ettore Falconieri: batteria
- Mario Cenci: chitarra, cori
- Pino Amenta: contrabbasso, cori
- Lello Arzilli: sassofono contralto, cori